# マイク・ペルフリー
マイケル・アラン・ペルフリー（Michael Alan Pelfrey, 1984年1月14日 - ）は、アメリカ合衆国オハイオ州ライト・パターソン空軍基地出身の元プロ野球選手（投手）。右投右打。愛称はビッグ・ペルフ。

## 経歴

### プロ入り前
2002年のMLBドラフト15巡目（全体434位）でタンパベイ・デビルレイズ（現：レイズ）からで指名されたが、契約せずにウィチタ州立大学へ進学。

### プロ入りとメッツ時代

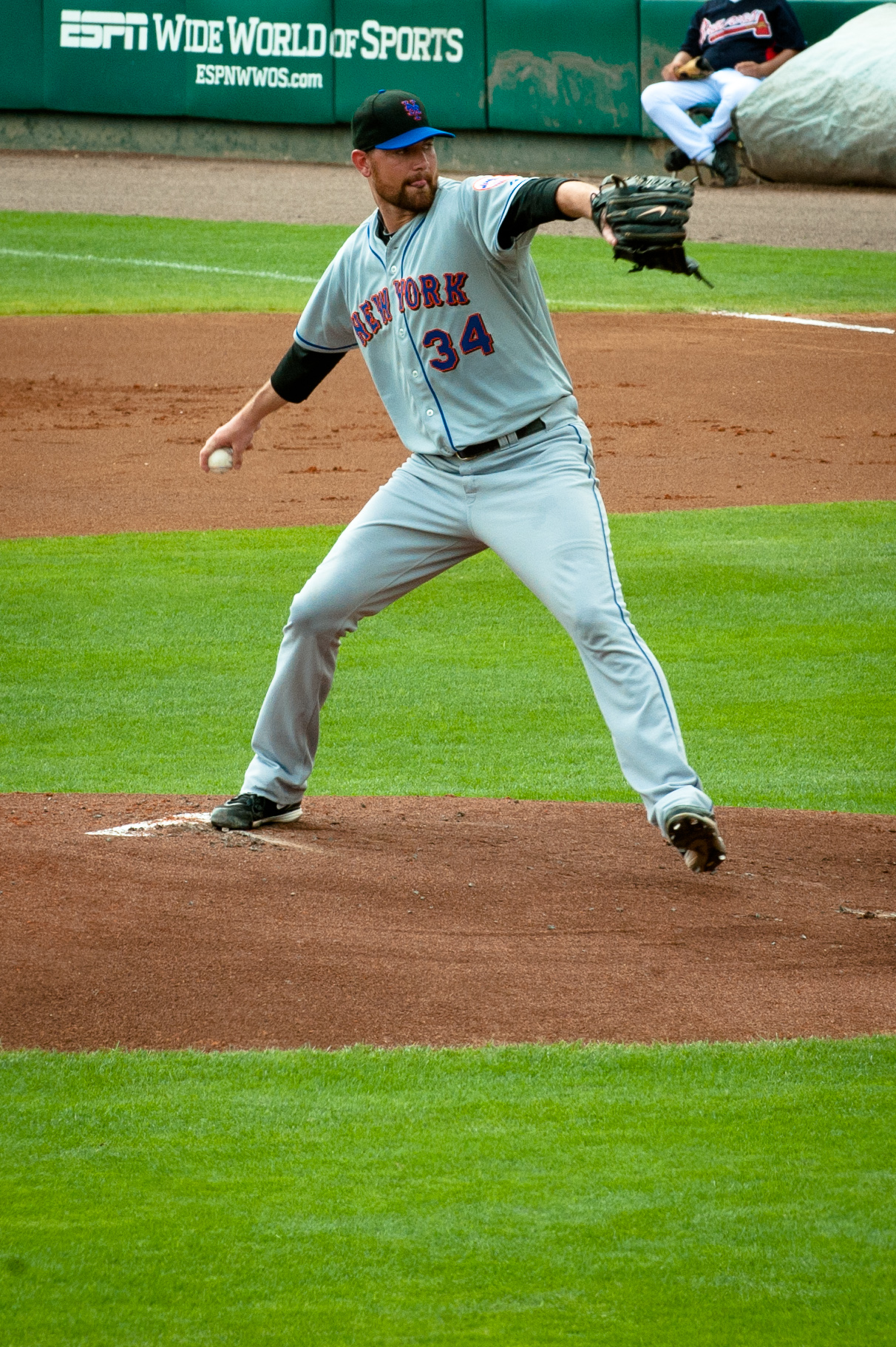
2011年3月5日

2005年のMLBドラフト1巡目（全体9位）でニューヨーク・メッツから指名され、契約金350万ドル、4年総額530万ドルのメジャー契約で入団。
2006年7月7日にメジャー昇格を果たし、故障者リスト入りしたペドロ・マルティネスに代わり先発ローテーション入り。翌8日のフロリダ・マーリンズ戦でメジャーデビューを果たし、5回を3失点（自責点2）に抑え、メジャー初勝利を記録した。しかし、8月2日にAAA級ノーフォーク・タイズへ降格。その後はメジャーに昇格することなくシーズンを終え、メジャーでは4試合の登板で2勝1敗・防御率5.48を記録。2007年はA+級セントルーシー・メッツで開幕を迎えたが、4月13日にメジャー昇格を果たした。しかし、ペルフリーは7月6日にかけて7連敗を喫し、シーズン初勝利は9月1日のセントルイス・カージナルス戦だった。
2008年は先発ローテーション入りを果たし、32試合に登板で13勝11敗・防御率3.72を記録。
2009年は31先発・184.1イニングはチーム最多となったが、先発・投球回数を含め、防御率5.03・10勝12敗は前年より悪化した。
2010年は、キャリアハイの15勝を記録した。
2012年は5月にトミー・ジョン手術を受け、3試合の登板に終わった。オフにノンテンダーFAになった。

### ツインズ時代
2012年12月20日に年俸400万ドルと出来高150万ドルの1年契約でミネソタ・ツインズに移籍した。
2013年は前年に受けたトミー・ジョン手術の影響が残り、序盤戦は炎上したが (4月の防御率は7.66) 、7月と8月は月間防御率3.00台を記録し、復活。しかし、序盤で打ち込まれた事が響き、シーズン通算では防御率5.19・5勝13敗という成績に終わった。10月31日にFAとなったが、12月14日にツインズと2年総額1100万ドルで契約に合意したことを報道され、12月24日に球団が発表した。
2014年、複数年契約1年目のシーズンだったが、5試合で防御率7.99、勝ち星がつかずに3敗を喫するなど、前年の4月にもまして大炎上した。
2015年は復活し、先発ローテーションに入って30試合に投げた。6勝11敗・防御率4.26という成績を残したほか、ア・リーグ1位の被本塁打率0.60を記録した。同年11月2日にFAとなった。

### タイガース時代
2015年12月6日にデトロイト・タイガースと2年1600万ドルで契約を結んだ。
2016年は24試合に登板し、2試合だけはリリーフ登板だった。4勝11敗・防御率5.07という成績に終わり、2011年以降断続的に続く負け越し渦から脱せなかった。
2017年3月30日に自由契約となった。

### ホワイトソックス時代
2017年4月5日にシカゴ・ホワイトソックスとマイナー契約を結んだと報道され、8日に正式契約した。4月22日にメジャー契約を結んでアクティブ・ロースター入りし、クリーブランド・インディアンス戦で先発したが、4.1回を4失点で敗戦投手となった。この年は34試合（先発21試合）に登板して3勝12敗・防御率5.93・79奪三振の成績を残した。オフの11月2日にFAとなった。

### 引退後
2018年2月に引退を表明し、今後はニューマン大学のコーチを務める。

## 投球スタイル
シンカー系の速球を武器に打たせて捕るタイプのグラウンドボールピッチャーで、2015年にはリーグ1位となる29併殺を記録した。マウンドで指を何度も舐めることで知られ、1試合に89回も舐めたという珍妙な記録を持つ。

## 詳細情報

### 年度別投手成績
| 年 度     | 球 団     | 登 板 | 先 発 | 完 投 | 完 封 | 無 四 球 | 勝 利 | 敗 戦 | セ 丨 ブ | ホ 丨 ル ド | 勝 率 | 打 者 | 投 球 回 | 被 安 打 | 被 本 塁 打 | 与 四 球 | 敬 遠 | 与 死 球 | 奪 三 振 | 暴 投 | ボ 丨 ク | 失 点 | 自 責 点 | 防 御 率 | W H I P |
| --------- | --------- | ----- | ----- | ----- | ----- | -------- | ----- | ----- | -------- | ----------- | ----- | ----- | -------- | -------- | ----------- | -------- | ----- | -------- | -------- | ----- | -------- | ----- | -------- | -------- | ------- |
| 2006      | NYM       | 4     | 4     | 0     | 0     | 0        | 2     | 1     | 0        | 0           | .667  | 99    | 21.1     | 25       | 1           | 12       | 0     | 3        | 13       | 2     | 0        | 14    | 13       | 5.48     | 1.73    |
| 2007      | NYM       | 15    | 13    | 0     | 0     | 0        | 3     | 8     | 0        | 0           | .273  | 342   | 72.2     | 85       | 6           | 39       | 1     | 9        | 45       | 3     | 0        | 47    | 45       | 5.57     | 1.71    |
| 2008      | NYM       | 32    | 32    | 2     | 0     | 1        | 13    | 11    | 0        | 0           | .542  | 851   | 200.2    | 209      | 12          | 64       | 1     | 13       | 110      | 2     | 0        | 86    | 83       | 3.72     | 1.36    |
| 2009      | NYM       | 31    | 31    | 0     | 0     | 0        | 10    | 12    | 0        | 0           | .455  | 824   | 184.1    | 213      | 18          | 66       | 8     | 7        | 107      | 1     | 6        | 112   | 103      | 5.03     | 1.51    |
| 2010      | NYM       | 34    | 33    | 0     | 0     | 0        | 15    | 9     | 1        | 0           | .625  | 870   | 204.0    | 213      | 12          | 68       | 5     | 6        | 113      | 1     | 1        | 88    | 83       | 3.66     | 1.38    |
| 2011      | NYM       | 34    | 32    | 2     | 0     | 2        | 7     | 13    | 0        | 0           | .350  | 860   | 193.2    | 220      | 21          | 65       | 7     | 7        | 105      | 2     | 2        | 111   | 102      | 4.74     | 1.47    |
| 2012      | NYM       | 3     | 3     | 0     | 0     | 0        | 0     | 0     | 0        | 0           | ----  | 85    | 19.2     | 24       | 0           | 4        | 0     | 0        | 13       | 1     | 0        | 5     | 5        | 2.29     | 1.42    |
| 2013      | MIN       | 29    | 29    | 0     | 0     | 0        | 5     | 13    | 0        | 0           | .278  | 680   | 152.2    | 184      | 13          | 53       | 0     | 6        | 101      | 1     | 0        | 92    | 88       | 5.19     | 1.55    |
| 2014      | MIN       | 5     | 5     | 0     | 0     | 0        | 0     | 3     | 0        | 0           | .000  | 119   | 23.2     | 29       | 5           | 18       | 0     | 1        | 10       | 1     | 0        | 23    | 21       | 7.99     | 1.99    |
| 2015      | MIN       | 30    | 30    | 0     | 0     | 0        | 6     | 11    | 0        | 0           | .353  | 714   | 164.2    | 198      | 11          | 45       | 1     | 12       | 86       | 5     | 0        | 86    | 78       | 4.26     | 1.48    |
| 2016      | DET       | 24    | 22    | 0     | 0     | 0        | 4     | 10    | 0        | 0           | .286  | 541   | 119.0    | 160      | 15          | 46       | 0     | 6        | 56       | 3     | 0        | 76    | 67       | 5.07     | 1.73    |
| 2017      | CWS       | 34    | 21    | 0     | 0     | 0        | 3     | 12    | 0        | 1           | .200  | 546   | 120.0    | 127      | 25          | 62       | 4     | 10       | 79       | 1     | 0        | 87    | 79       | 5.93     | 1.58    |
| MLB：12年 | MLB：12年 | 275   | 256   | 4     | 0     | 3        | 68    | 109   | 1        | 1           | .398  | 6531  | 1476.1   | 1687     | 139         | 542      | 27    | 81       | 838      | 23    | 9        | 827   | 767      | 4.68     | 1.51    |

- 各年度の太字はリーグ最高

### 背番号
- 34（2006年 - 2012年）
- 37（2013年 - 2016年）
- 50（2017年）